# キリストの降誕 (ピエロ・デラ・フランチェスカ)

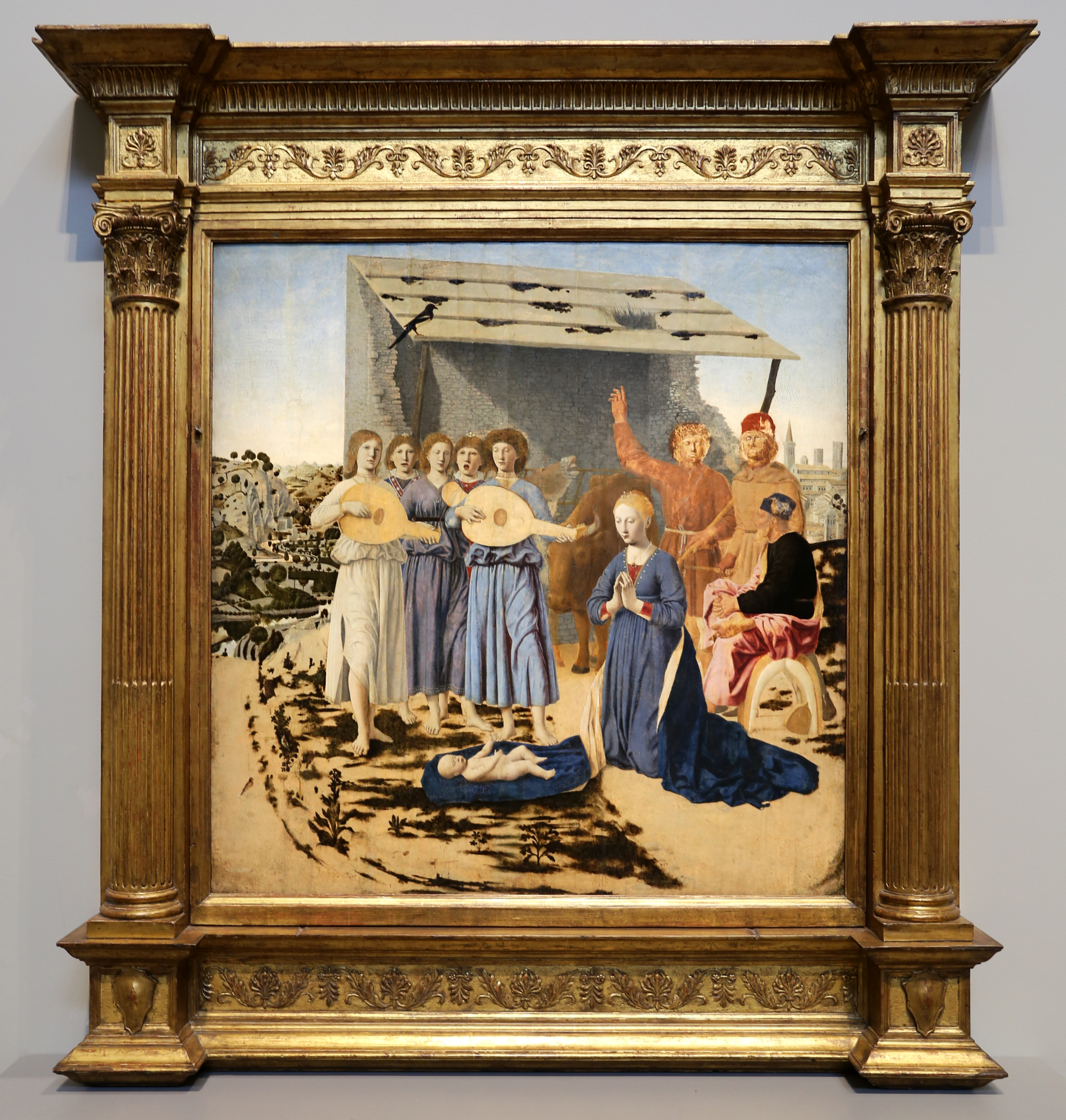
作品の金色の額縁

『キリストの降誕』（キリストのこうたん、伊:Natività）は、1470-1475年にかけてイタリアのルネサンス期の巨匠、ピエロ・デラ・フランチェスカが制作した油彩画である。本作は聖書のイエスの誕生の場面を描いており、ピエロが1492年に亡くなる前に描いた、現存する最後の絵画の1つである。ロンドンのナショナル・ギャラリーに所蔵され、122.4 cm x 122.6 cmのサイズである。

## 概要
ピエロは最初イタリアの伝統的な卵テンペラの技法を用いて、同じくロンドン・ナショナル・ギャラリーにある『キリストの洗礼』などの絵画を制作していたが、1450年代半ば以降、ネーデルラント美術に興味を持ち、油彩画を描き始めた。しかし、ピエロのネーデルラント絵画の油彩技法に関する理解は十分ではなく、絵具の表面は展色剤の油の使い方の誤りを示している。
キリスト降誕の場面は、実際には幼子イエス・キリストの礼拝を表している。ベツレヘムから晴れた夏の日のトスカーナの風景を見下ろす丘の上に移されている。左側には蛇行する川があり、右側には要塞都市の景観がある。おそらくピエロ・デラ・フランチェスカの生まれ故郷、ボルゴ・サンセポルクロである。絵画は、サンセポルクロにある画家の家族の宮殿の、おそらく私的な礼拝堂の祭壇画として制作された。
中央には、傾斜した木の屋根のある石の廃墟の厩があり、ロバと牛がいる。老朽化した厩は岩だらけの丘の上にぎこちなく、歪んだ角度で描かれている。これはおそらく、イエスの誕生の不安定な状況を反映することを意図している。
前景では、幼子イエスが地面に広げられた聖母マリアの青いマントの上に裸で横たわっている。これは、15世紀には広く知られていた、14世紀のスウェーデンのビルギッタの幻視を反映したものである。キリストの腕は、色白の顔と明るい色の髪で、穏やかな表情をしている聖母に向かって持ち上げられている。聖母は細い指を祈りに組み合わせて、キリストの傍らにひざまずいている。彼女は赤い袖口と胴着のある青いガウンと、長い青いマントを身に着けている。そして、髪には薄いベールが掛かっており、髪とネックレスには真珠が付いている。
右側では、聖ヨセフが地面に置かれたロバの鞍に足を組んで座っており、ヘレニズム期のスピナリオのブロンズ彫刻を思い起こさせるポーズで、右足の裏を鑑賞者にあからさまに見せている。ヨセフは黒いジャケットと青い帽子を被って、ピンクのガウンを着ており、無地の茶色の服を着た2人の羊飼いに話しかけている。羊飼いの1人は赤い帽子を被っている。 1人の羊飼いは杖を持って、身振りで天の方を示し、もう1人の羊飼いは上を向いて、おそらく星（画中には見えない）を見ている。
聖家族は、5人の天使の集団によって祝福の演奏をされている。天使たちは長いガウンを着て、左側で古典的な彫刻のように立っており、2人はリュートを演奏し、他の2人は歌っているかのように口を開けている。天使たちは、フィレンツェのサンタ・マリア・デル・フィオーレ聖堂のために制作され、1438年に設置されたルカ・デッラ・ロッビアの大理石浮彫の奏楽者たちを想起させる。実際、翌年にはピエロはフィレンツェで仕事をしていたことが知られている。
場面には、絶え間ない囀りから一時的に沈黙している厩の屋根の上のカササギや、左側の低木にいる、赤い顔のゴシキヒワ (情熱の象徴)など他の植物や鳥が含まれている。

## 状態
作品の状態は悪い。かつては未完成と考えられていたが、現在では、ナショナル・ギャラリーに購入される前に過度の行き過ぎた修復によって損傷を受けたと考えられている。ヨセフが身に着けているピンクの服は非常に薄く塗られており、破損した羊飼いの顔を通じて下絵が見えている。厩のいなないているロバは、背後の壁の石がロバの身体と脚を通して見ることができるくらい半透明である。

## 来歴
絵画は19世紀の終わりまでサンセポルクロに残っていたが、1861年にアレクサンダー・ベーカーによって購入され、ロンドンに持ち込まれた。ナショナル・ギャラリーは、1874年6月にクリスティーズで開催されたベーカー作品の売り立てで、フレデリック・ウィリアム・バートンの推奨により、他の作品とともに£2,415（2,300ギニー）で本作を購入した。作品は、溝のあるピラスターとコリント式の柱頭を備えた、重い金色の額縁に入れられて展示されている。